# San Nicasio (metrostation)
San Nicasio is een metrostation in Leganés. Het station werd geopend op 11 april 2003 en wordt bediend door lijn 12 van de metro van Madrid.
Het metrostation San Nicasio is een van de twee mogelijke opties voor de toekomstige zuidelijke terminus van metrolijn 11, met het multimodaal station Leganés Central als alternatief.  Deze verlenging van lijn 11 is nog steeds voorzien en in studie, maar is nog niet gepland voor de relatief nabije toekomst.